# Rebernik
Rebernik je priimek več znanih Slovencev:
- Alojz Rebernik (*1928–?), glasbenik, motociklistični dirkač, družbeni delavec
- Bernard Rebernik (*1949), umetni kovač
- Dejan Rebernik (*1967), geograf in pedagog
- Franci Rebernik (1947–2016), pevec tenorist
- Ivan Rebernik (*1939), teolog, bibliotekar in diplomat
- Jadranka Rebernik, novinarka, urednica (TV)
- Jakob Rebernik (1890–1976), zdravnik, higienik (bakteriolog)
- Lilijana Rebernik, sodnica
- Majda Rebernik (r. Jakšič) (1949–2014), pesnica, tekstopiska, radijka, kulturna animatorka
- Mariana Rebernik (*1960), gospodarstvenica, menedžerka
- Marjan Rebernik (*1945), knjižničar, arhivar, informatik
- Miroslav Rebernik (*1952), ekonomist, univ. profesor